# 崔民幹
崔民幹（さい みんかん、? - ?）、字は道貞、または唐の太宗李世民の諱を偏諱して崔幹、崔世幹は、隋及び唐の官人。雍州咸陽県（現在の陝西省咸陽市）の人で、祖籍は博陵郡安平県（現在の河北省衡水市安平県）、出自は山東門閥の代表的な家門である博陵崔氏である。

## 生涯
崔民幹は隋の末年には醴泉県の県令に在任しており、李淵（のちの唐の高祖）が兵を挙げ関中に進軍した後に、崔民幹は李淵に醴泉県を献じて投降し、丞相府主簿に任じられた。 武徳元年6月（618年6月28日）、李淵は隋の恭帝から禅譲を受け、唐を建国すると、崔民幹は黄門侍郎に任じられた。 武徳元年10月（618年11月1日）、高祖（李淵）は詔を右翊衛大將軍・淮安王李神通に下して山東道安撫大使となし、山東各方面の諸勢力にあたらせた。この時崔民幹は安撫副使となった。
武徳2年（619年）閏2月、李神通は宇文化及の籠城する聊城に進攻したが、宇文化及は軍中の兵糧不足が原因で投降することを請うたが、李神通はこれを受け入れなかった。 崔民幹は李神通に宇文化及の投降を受け入れるように進言したが、李神通は「兵士たちは長い間屋外にさらされてきた。敵の計略が尽き、兵糧が枯渇した今、わが軍は間もなく勝利を収めるだろう。聊城を占領して国威を示し、兵士たちの働きに財産を以て報いるべきだ。 もし降伏すれば、兵への褒美はどうなるのか。」と言った。答えて崔民幹は「今、竇建徳が近づいており、宇文化及はいまだ平定しきれていない。 もし攻めずに城を奪えば、大成功を収めることになるでしょう。 今、われわれは富と財産に貪欲であり、われわれの軍隊は必ず失敗するだろう。」と言った。 李神通は激怒し、崔民幹を軍に幽閉した。
唐の第2代皇帝である太宗李世民は、即位後、申国公高士廉、黄門侍郎韋挺、礼部侍郎令狐徳棻、中書侍郎岑文本らに氏族志の編纂を命じ、貞観12年（638年）に氏族志の編集は完了したが、その際、崔民幹は家格第一等に挙げられていたが、太宗はこれを見て非常に不満に感じ、命を下して再度編纂して改めさせた。これは唐の官品評定の標準となるものであり、家格の首位には皇族李氏が、それに次いで外戚が、そして崔民幹が降格され第三等となった。
崔民幹は貞観6年（632年）から7年（633年）にかけて宋州刺史に任じされ、その後は幽州刺史に転任し、博陵郡開国公に封じられ、刺史在任中に配下に追慕の念を抱かせたという。 崔民幹の死後、朝廷は幽州都督、上柱国の位を追贈し、諡は元とし、永徽元年2月7日（650年4月3日）、雍州万年県の義善郷少陵原に葬られた。

## 家族

### 祖父
- 崔猷、隋の大將軍、汲郡明公

### 父親
- 崔叔重、隋の虞部侍郎、固安県公

### 兄弟
- 崔民師、平陸県の県宰[14]